# Василенково
Василенково (укр. Василенкове) — село,
Василенковский сельский совет,
Шевченковский район,
Харьковская область, Украина.
Код КОАТУУ — 6325783001. Население по данным 2024 года составляет 300 человек.
Является административным центром Василенковского сельского совета, в который, кроме того, входит село
Худоярово.

## Географическое положение
Село Василенково находится на левом берегу реки Великий Бурлук,
выше по течению на расстоянии в 3 км расположено село Гетмановка,
ниже по течению на расстоянии в 4 км расположено село Базалиевка (Чугуевский район),
на противоположном берегу — село Олейниково.
Река в этом месте извилиста, образует старицы, лиманы и озёра.

## История
- 1728 — дата основания.

## Экономика
- Сельскохозяйственное ООО «8 Марта».
- «Агротехсервис», малое ЧП.
- Фермерское хозяйство «Аргус».

## Объекты социальной сферы
- Детский сад.
- Школа I—II ст.
- Дом культуры.
- Фельдшерско-акушерский пункт.

### Известные люди
Сухомлин Иван Михайлович — Герой Советского Союза, родился в селе Василенково.

## Достопримечательности
- Братская могила советских воинов. Похоронено 30 воинов.